# الصمغ العربي في السودان
```

```

## يعتبر الصمغالعربيمن أكثر المحاصيل تسويق وله موسم سنوي ويعتبر عماد التجارةالسودانيةويحتلالسودانأكبرنسبةمن إنتاج الصمغ ويقدر بحوالي ال 70-85% من الإنتاج  فيالعالم.

### الاصل
اصل شجرة الصمغ السوداني يطلق عليها ( الاكاشا)او شجرة (الهشاب) وفي السودان تسمي الصمغ السوداني وله غابات ممتدة معظمها في الجزء الجغرافي الغربي من السودان ويعمل فيه مزارعون مختصون في العناية وحصاد الصمغ السوداني .

#### مواصفات الشجرة

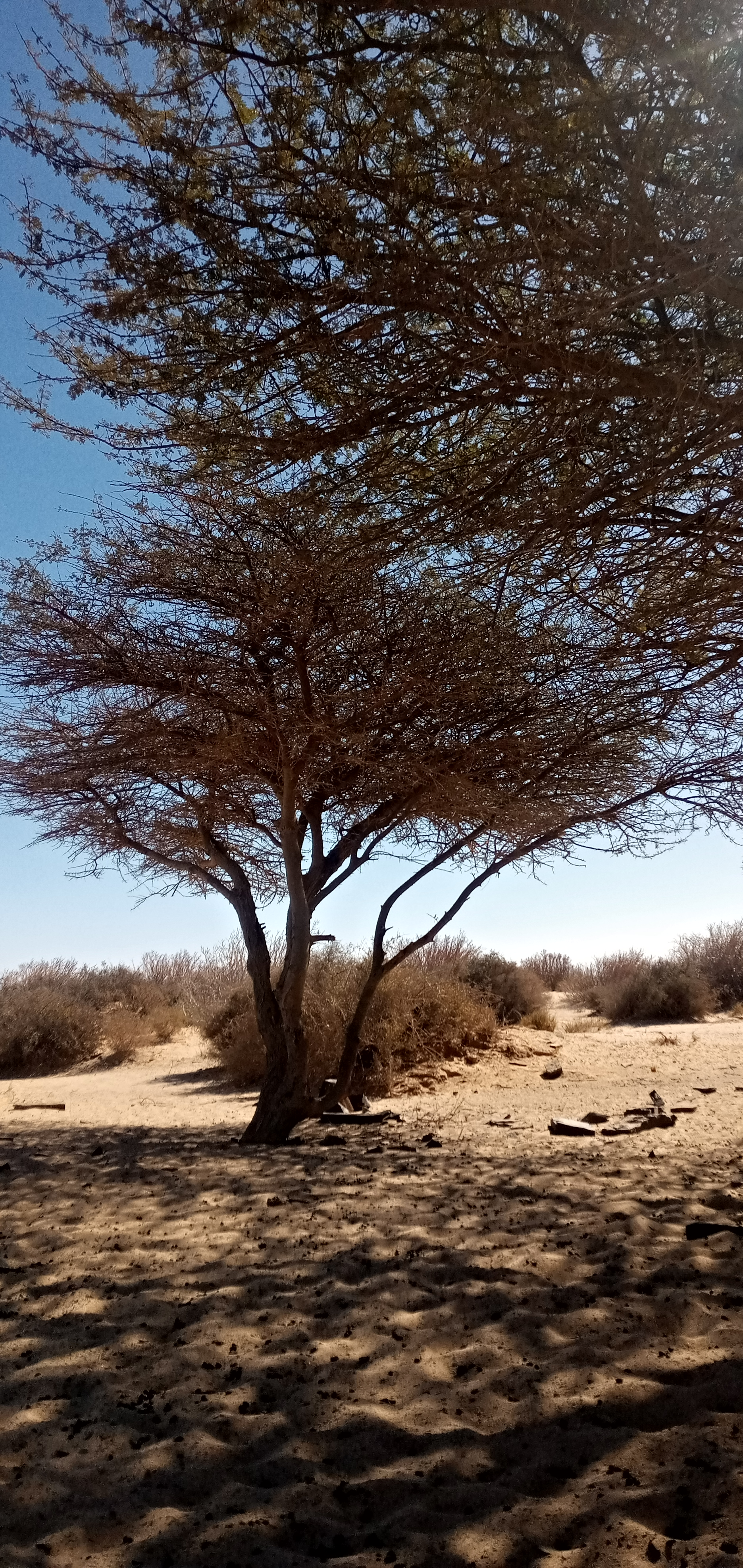

هي عبارة عن شجرة تفرز مادة لاصقة ذات لون ابيض مائل إلى البيج أو الاخضر ليس لها رائحة أو طعم ويعتبر الصمغ العربي من النبات الفريدة ذات الفائدة العظيمة وتعيش شجرة الصمغ السوداني حوالي (35) عاماً .

##### استخداماته
للصمغ السوداني تركيبة كيميائة جعلت منه متميزا، ويدخل الصمغ العربي في كثير من الصناعات، منها العقاقير الطبية والنسيج والماكولات، والحلويات والمشروبات الغازية بجانب الزيوت الصناعية وادوات التجميل وغيرها .

###### (الصمغالسوداني) في السوداني
الصمغ السوداني أو ( الهشاب ) السوداني يعتبر من اجود أنواع الصمغ السوداني من حيث المقومات وينتج من اشجار الهشاب تم اعتماد الصمغ العربي من قبل مجلس الغذاء والعقاقير الأمريكي في العام 1974م واثبتت الدراسات أن الصمغ السوداني خالي من السموم، وارتفعت صادرات السودان من الصمغ السوداني،  من 3.2 بالمئة في 2018 إلى 109.477 مليون دولار، وذلك مقابل 106 ملايين دولار في 2017، الامر الذي ساهم في زيادة دخل السودان من عائدات الصمغ السوداني وهنالك معلوومة تقول أن السوداني يمتلك 85% من الإنتاج العالمي للبريبايتيك الطبيعي  وجاء في الاخبار ان السودان يستهلك حوالي 10 بالمئة من غايات الصمغ السوداني المنتجة لصمغ الهشاب . وفي الخطط التجارية السودان يسعي إلى إنتاج حوالي 500 طن 

## أنواع الصمغ السوداني
- الصمغ الهشاب المنظف
- الصمغ الهشاب القصة
- الصمغ الهشاب الدقة
- الصمغ الهشاب النقاوة
- الصمغ الطلحة السفتنح
- الصمغ الطلحة
- صمغ بدرة مجفف
- الصمغ الحبيبات
- الصمغ الطلحة التراب

```
 
```

## صمغ كردفان

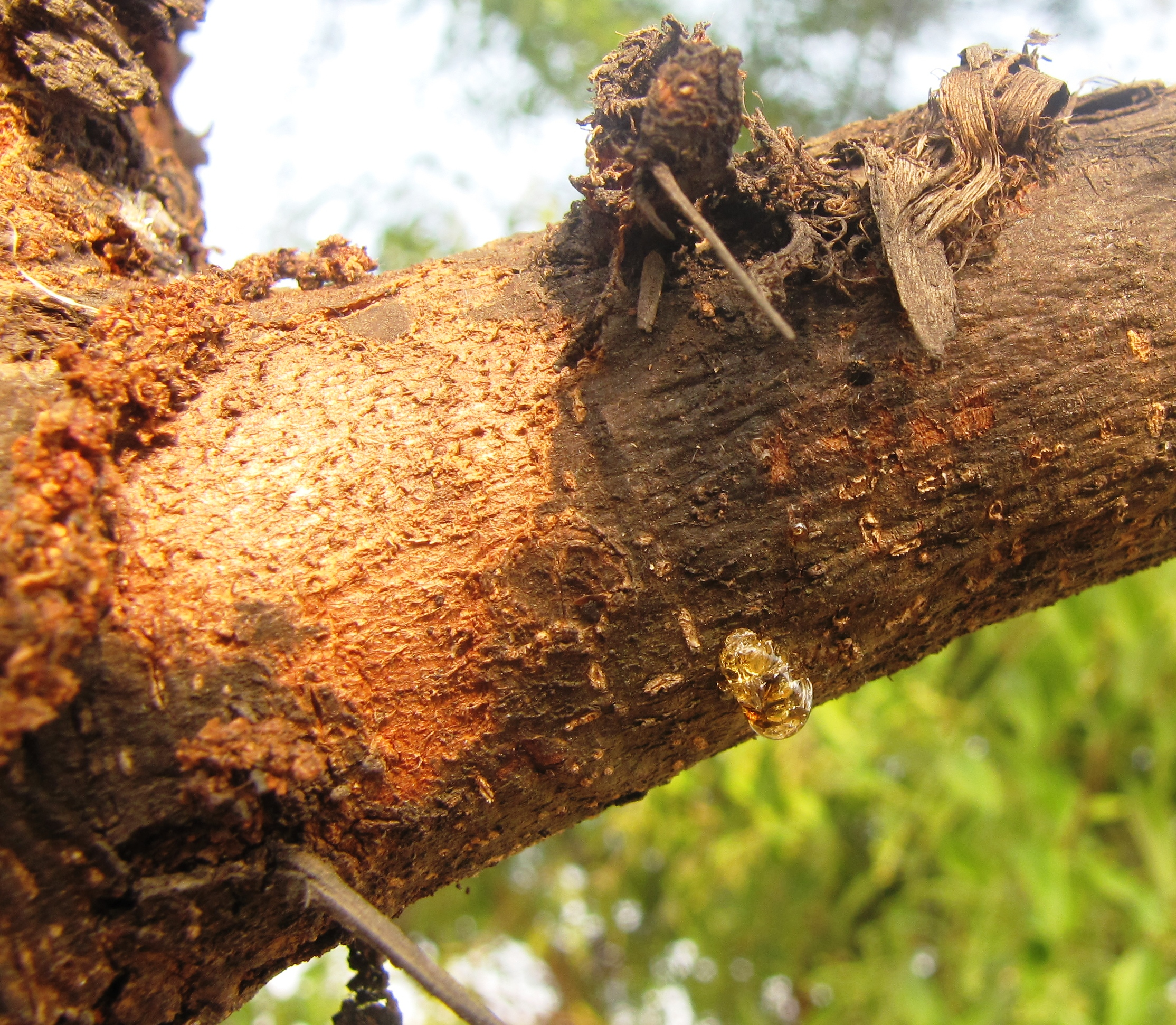
شجرة الهشاب

من المعروف انتشار شجرة الهشاب بمنطق متفرقة من السودان وخصوصا كردفان ويتميز الصمغ الكردفاني بالابيض وهو يشبه الدموع يصل قطرها حوالي ال 3سم وهو عبارة عن كتل ذات لون ابيض أو اصفر ومن ميزاته سهولة القطع وله مذاق . ويذوب بسرعة في الماء.